# Vinnert
Vinnert (dansk), Vinnerød (ældre dansk) eller Winnert (tysk) er en landsby og kommune i det nordlige Tyskland under Kreis Nordfriesland i delstaten Slesvig-Holsten. Byen er beliggende ti kilometer sydøst for Husum i det sydvestlige Sydslesvig. I kommunen ligger en del af moseområdet Vildmose (Wildes Moor).
Kommunen samarbejder på administrativt plan med andre kommuner i Nordsø-Trene kommunefællesskab (Amt Nordsee-Treene). Til kommunen hører også Agtrum (Autrum, sønderjysk Awtrum), Bremhoved (Brehmhöft), Øster Vinnert (Osterwinnert) og Vinnert Mark (Winnertfeld).
Byen blev første gang nævnt i 1423 som Winderde. Stednavnet skrives på dansk også Vinnerød eller Vinderød. Navnets første led henføres til dansk  vin (overdrev) eller vinde (vinding, snoning). Der er dog usikerhed med hensyn til det andet led. Måske er det et oprindeligt -ing (Wynderyng). Navnet Agtrum henføres dansk agten (bagfra) og -rum
I den danske tid hørte landsbyen under Østerfjolde Sogn (Sønder Gøs Herred).

## Kendte fra Vinnert
- Detlef Thomsen  var en tysk dansksindet politiker